# Peter Murphy (futbolista nacido en 1922)
Peter Murphy (Hartlepool, Inglaterra, 7 de marzo de 1922 - Coventry, Inglaterra, 7 de abril de 1975) fue un futbolista británico que se desempeñaba en la posición de delantero interior. Desarrolló su carrera profesional en tres clubes, todos ellos ingleses, Coventry City, Tottenham Hotspur y Birmingham City. Se le recuerda principalmente por el incidente sucedido en la final de la FA Cup de 1956, del que el portero del Manchester City, Bert Trautmann, salió mal parado, ya que se rompió uno de los huesos de su cuello tras chocar con los pies de Murphy.

## Biografía
Murphy nació en Hartlepool, Durham, pero se trasladó junto con su familia a Coventry cuando tenía cuatro años. Se formó en las filas del Coventry City y del Birmingham City, antes de que su carrera se viera interrumpida por el estallido de la Segunda Guerra Mundial. En mayo de 1946, a la edad de 24 años, se convirtió en profesional, al pasar a formar parte del primer equipo del Coventry City, con el que jugó un centenar de partidos, en los que marcó a razón de un gol cada tres encuentros.
El Tottenham Hotspur, cuyo entrenador por aquel entonces era Arthur Rowe, fichó al jugador por 18 500 libras en junio de 1950. Jugó en la posición de delantero interior, cubriendo la posición del lesionado Les Bennett. Empleando el sistema «push and run», implementado por Rowe, el combinado londinense consiguió hacerse con el primer puesto de la First Division en la temporada 1950-51. Con la vuelta de Bennett, Murphy se vio obligado a jugar como extremo izquierdo. No obstante, a los pocos meses, en enero de 1952, el Birmingham City se hizo con sus servicios tras pagar 20 000 libras.
Con la partida de Tommy Briggs del equipo birminghamés a finales de ese mismo año, Murphy asumió un papel más ofensivo en el equipo. De ese modo, Murphy consiguió ser el máximo goleador del Birmingham en tres ocasiones —1952-53, 1954-55 y 1957-58—. Murphy dejó el fútbol profesional en 1959 y se hizo con el cargo de entrenador del equipo juvenil del Birmingham. Sin embargo, el club le pidió que volviese a jugar y Peter disputó los últimos siete encuentros de esa temporada, en los que anotó cuatro goles que contribuyeron a evitar el descenso a la Second Division.
Murphy anotó cinco tantos en el trayecto del Birmingham City hacia la final de la FA Cup de 1956, en la que cayó derrotado en Wembley por tres goles a uno frente al Manchester City. El partido es recordado principalmente por la heroicidad del portero del Manchester City Bert Trautmann, que finalizó el encuentro con un hueso del cuello roto, lo cual había sido resultado de un choque con los pies de Murphy. La siguiente temporada, Peter marcó otros cuatro goles en la FA Cup. Sin embargo, el Birmingham City solo consiguió llegar hasta la semifinal, en la que fue eliminado por el Manchester United de los «Busby Babes».
Peter fue también un pionero en competición europea. Disputó el primer partido del Birmingham City en la Copa de Ferias 1955-58, cuando este equipo se convirtió en el primer conjunto inglés en participar en Europa. Asimismo, fue uno de los máximos goleadores de la competición. Murphy también jugó en la vuelta de la final de la Copa de Ferias 1958-60, en la que un equipo inglés llegó por primera vez a esta ronda. Aun así, el Birmingham cayó derrotado por un resultado global desfavorable de 4-1 contra el Barcelona.
Murphy consiguió anotar un total de 158 goles en cerca de 400 partidos de liga. Además, anotó 127 goles en 278 encuentros de todas las competiciones con el Birmingham, lo que le sitúa en el tercer puesto de goleadores del club inglés de todos los tiempos, por detrás de Joe Bradford y Trevor Francis.
Murphy falleció en 1975, a la edad de 53 años.

### Trayectoria
| Club                    | País       | Temporadas | Partidos | Goles |
| ----------------------- | ---------- | ---------- | -------- | ----- |
| Coventry City F. C.     | Inglaterra | 1946-1950  | 114      | 37    |
| Tottenham Hotspur F. C. | Inglaterra | 1950-1952  | 38       | 14    |
| Birmingham City F. C.   | Inglaterra | 1952-1960  | 245      | 107   |

## Palmarés

### Como jugador
Tottenham Hotspur F. C.
- Campeón de la First Division: 1950-51.

Birmingham City F. C.
- Campeón de la Second Division: 1954-55.
- Finalista de la FA Cup 1955-56.
- Subcampeón de la Copa de Ferias 1958-60.

### Citas
1. 1 2 3 4 5 6 7 8 9 10 11 12  Colin Tattum (22 de enero de 2008). «Peter Murphy» (en inglés). Birmingham Mail. Consultado el 28 de diciembre de 2014.
2. ↑  Matthews, 1995, p. 113.
3. 1 2  James Ross (13 de julio de 2006). «Results of European Competitions 1955-2015» (en inglés). RSSSF. Consultado el 28 de diciembre de 2014.
4. 1 2 3  «BCFC club history» (en inglés). Birmingham City Football Club. 29 de mayo de 2012. Archivado desde el original el 29 de mayo de 2016. Consultado el 28 de diciembre de 2014.
5. ↑  Davide Rota y Jarek Owsianski (2 de abril de 2006). «Fairs/UEFA Cup Topscorers» (en inglés). RSSSF. Consultado el 28 de diciembre de 2014.
6. ↑  «Birmingham City all-time top scorers» (en inglés). The football network. Consultado el 28 de diciembre de 2014.

### Biografía
- Matthews, Tony (1995), Birmingham City: A Complete Record (en inglés), Derby: Breedon, ISBN 978-1-85983-010-9, consultado el 9 de marzo de 2014.